# 1168. grenadirski polk (Wehrmacht)
1168. grenadirski polk (izvirno nemško 1168. Grenadier-Regiment; kratica 1168. GR) je bil pehotni polk Heera v času druge svetovne vojne.

## Zgodovina
Polk je bil ustanovljen 26. avgusta 1944 kot sestavni del 570. ljudskogrenadirske divizije; še v času oblikovanja so polk preimenovali v 313. grenadirski polk.